# География на Монголия
Монголия е държава в Източна Азия, разположена между двете големи държави – Русия на север и Китай на запад, юг и изток. Площта ѝ е 1 567 116 km² (18-о място в света), а населението на държавата към 1 януари 2020 е 3 353 470.

## Географско положение, граници, големина
Общата дължина на сухоземните граници (в т.ч. и речни) на Монголия е 8162 km, като на север граничи с Русия (дължина на границата 1283 km), а на запад, юг и изток с Китай (4677 km). Страната е разположена в зоната на степите, полупустините и пустините на умерения пояс в североизточната част на Централна Азия.
Територията на Монголия се простира между 41°25′ и 52°09′ с.ш. и между 87°44′ и 119°56′и.д. Крайните точки на страната са следните:
- крайна северна точка – (52°08′54″ с. ш. 98°54′49″ и. д. / 52.148333° с. ш. 98.913611° и. д.), в Сурханския хребет на планината източни Саяни, на границата с Русия.
- крайна южна точка – (41°34′55″ с. ш. 105°00′24″ и. д. / 41.581944° с. ш. 105.006667° и. д.), връх Орвог Гашуни Бор Толгой, на границата с Китай.
- крайна западна точка – (48°52′50″ с. ш. 87°44′05″ и. д. / 48.880556° с. ш. 87.734722° и. д.), в планината Монголски Алтай, на границата с Китай.
- крайна източна точка – (46°50′52″ с. ш. 119°55′57″ и. д. / 46.847778° с. ш. 119.9325° и. д.), в планината Голям Хинган, на границата с Китай.

## Релеф
По-голямата част от територията на Монголия лежи на височина от 1000 до 2000 m, като на запад и северозапад преобладават планините, а на изток – високите равнини. Най-големите планини са: Монголски Алтай с максимална височина връх Найрамдал Хъйтун (Куйтен Уул, 4374 m), простиращ се на 1000 km от северозапад на югоизток в западната част на страната, Гобийски Алтай (вр. Барун Богдо Ула, 3957 m) в южната част, Хангай (вр. Енх Гайван, 3905 m) и Хентай (вр. Дзалучут, 2799 m) в централните части. Планините се отличават с предимно меки и загладени форми, като техните подножия са покрити с мощни делувиални шлейфове. С остри гребени се отличават само най-високите хребети в планините. На юг и югоизток в пределите на Монголия навлиза част от пустинята Гоби, една от най-големите в света. На югоизток над нея се извисяват няколко изолирани вулканични масива (вулканичната област Дариганга). На север и северозапад са разположени няколко относително дълбоки и обширни междупланински котловини и долини, най-големи от които са Котловината на Големите езера, Долината на езерата, депресията, заета от долините на реките Орхон и Селенга. Източните райони на страната са заети от равнини, понижаващи се на североизток. В южните и югоизточни части на Гоби, а също и в Котловината на Големите езера, има участъци с площ около 30 000 km², покрити с пясъци.

## Геоложки строеж, полезни изкопаеми
Територията на Монголия попада в Централноазиатската система – част от Урало-Монголския нагънат геосинклинален пояс. В нейните предели влизат две области: северна – каледонска и южна – херцинска. Сред геосинклиналните палеозойски структури са извести два типа: с водеща роля на основния вулканизъм и със сиаличния вулканизъм. Орогенните моласовидни образувания са свързани с наложените структури. Широко развитие имат гранитоидите. Тектониката е от нагънато-блоков тип с наличие на дълбочинни разломи, често съпроводени от хипербазити. Особено място имат линенйните структури на юг. По време на целия палеозой се наблюдава миграция на геосинклиналите във времето и тяхното омаловажаване на север и юг. Мезозойските и кайнозойските образувания запълват пропаданията и грабените и са представени от вулканогенно-седиментни скали на изток и амагматични пластове на запад. В континенталните мезозойски формации се откриват известните уникални находки на скелети на динозаври.
От полезните изкопаеми най-важно значение имат находищата на каменни въглища в горнопалеозойските и мезозойские скали, заемащи наложените падини и грабени (Табун Тологой, Шарингол, Налайха и др.). В долнопалеозойските каледонии, в силициевите и силициево-вулканогенните формации има залежи на желязна руда (Тамрингол, Баяянгол и др.). От откритите волфрамови находища най-големите са – бурен Цогт и Их-Хайрхан, а също и находища на медни, молибденови и др. руди. Находищата на флуорит в Берх и др. са свързани с мезозойската металогенна епоха. В района на езерото Хьовсгьол са открити залежи на фосфорити, привързани към карбонатните наслаги от горния рифей и венда. Освен това има находища на злато, калай, цинк, пиезокварц, асбест, гипс, гранит и други полезни изкопаеми.

## Климат
Климатът на Монголия е сух, рязко континентален, умерен, с големи сезонни и денонощни температурни колебания на въздуха. Зимата е студена, малоснежна, слънчева, със средна януарска температура на север -35°С (минимална до -50°С), на юг – -10°С. Лятото е топло и кратко. Средната юлска температура е от 18 до 26°С (максимална – до 40°С). Годишната сума на валежите на север е 200 – 300 mm, в крайни юг и особено на югозапад – под 100 mm, а в планините – до 500 mm с максимум на валежите през лятото. В планината Монголски Алтай има малки ледници. В северните части на страната е развита вечната замръзнала почва, имаща предимно островно разпространение.

## Води
Територията на Монголия попада в три водосточни басейна: на Северния Ледовит океан (северната и централната част на страната); на Тихия океан (източната и част от северната част) и Вътрешни безотточни области (западната, южната, югоизточната и част от североизточната част). Към басейна на Северния Ледовит океан спада река Селенга (1024 km, 615 km на територията на Монголия) (от водосборния басейн на река Енисей) с притоците си Орхон (1124 km) и Туул (704 km). Към басейна на Тихия океан спадат реките Керулен (1264, 1090 km), Онон (818, 298 km) и Халхингол (от водосборния басейн на река Амур), а към Вътрешните безотточни области – реките Завхан 808 km, Тес-Хем 757* km, Ховд 516 km и Улдза 425 km. Сумарния годишен отток на всички реки е около 30 km³. Подхранването им е предимно дъждовно и снежно, с ясно изразено пълноводие през пролетта и лятото. Голяма част от големите езера се намират в тектонски падини в западната част на страната: солените и затворени – Увс Нур (3350* km²) и Хяргас нуур (1407 km²), пресните и проточни – Хьовс гьол (2620 km², дълбочина до 238 m), Хара Ус нуур (1486 km²), Буирнур (610 km²) и Хар нуур (575 km²). Регулярно местно корабоплаване за съдове с плитко гадене се извършва на езерото Хьовс гьол и в долните течения на реките Селенга и Орхон.

## Почви, растителност
На територията на Монголия най-разпространени са канелените почви (над 60% от площта на страната), а също и кафяви почви със значително засоляване, развити най-вече в пустинята Гоби. В планините се срещат черноземни, а по долините на реките и в езерните котловини – ливадни почви. В страната се наброяват над 2000 вида растения. В равнините на север и североизток преобладават злаково-тревистите степи (коило, острец, тънконог, житняк, чия, пелин, на места с примеси от караган). На юг и югоизток са разпространени пустини и полупустини, в които се срещат коило, чия, солянка, а в полупустините – саскаул. В Котловината на Големите езера се намира най-северния участък на разпространение на пустините на Земята. За планинските райони са характерни ландшафтите на лесостепите, като горите, съставени от лиственица, кедър, бор, смърч, бреза и др. се срещат предимно по склоновете със северна и северозападна експозиция. В планината Хентай и в планините, около езерото Хьовсгьол има участъци с иглолистна тайга. Горите на Монголия заемат около 10% от нейната територия. По долините на реките се срещат малки горички от топола, ива, черьомуха и др.

## Животински свят
Територията на Монголия обитават над 100 вида бозайници. Сред тях най-разпространени са гризачите – мармот-тарбаган, лалугер, скачаща мишка, хомяк, полевка, заяк толай, сеносъбирач, аклиматизирана ондатра. В горите се срещат собол, белка, летяща катерица, бурундук. От копитните най-характерни са магаре кулан, антилопи – джейран, дзерен, сайга, а в горите се срещат сърна, марал, в планината Хентай – лос, кабарга. Широко разпространени са вълкът и лисицата. Промишлено значение имат гушестата газела, дивата свиня, риса, белката, собола, мармота. Някои от животните (дивата камила, конят на Пржевалски, гобийската мечка) се срещат предимно на територията на страната.

## Природни райони
В зависимост от релефа, геоложкия строеж, климата, почвите и растителността територията на Монголия се поделя на 5 природни района:
- Монголски Алтай – преобладават ландшафтите на планинските степи;
- Котловина на Големите езера – редуване на равнини, заети от пустини и полупустини, нископланински земи и многочислени езера;
- Хентайско-Хангайски район – ландшафти с планински степи и лесостепи;
- Източномонголски район – преобладават степните равнини, които се съчетават с участъци от нископланински земи и вулканични възвишения;
- Гобийски район – господство на пустинните и полупустинните равнини, в съчетание с отделни котловини и нископланински земи, на места заети от каменисти и чакълести участъци.[1]